# Бизли, Майкл
Майкл Пол Бизли-младший (англ. Michael Paul Beasley Jr.; родился 9 января 1989, Фредерик, Мэриленд, США) — американский профессиональный баскетболист, играющий на позиции лёгкого и тяжёлого форварда. Был выбран на драфте НБА 2008 года под общим вторым номером клубом «Майами Хит».

## Биография

### Ранние годы
Майкл Бизли родился в городе Фредерик, штат Мэриленд, посещал подготовительную школу Нотр-Дам в Фитчберге, штат Массачусетс. Бизли вместе с другим будущим игроком НБА, Кевином Дюрантом из «Голден Стэйт Уорриорз», играл за детскую баскетбольную команду PG Jaguars, с которой несколько раз становился чемпионом США. В 2007 году, учась в выпускном классе старшей школы, Майкл принял участие в Матче всех звёзд школьного баскетбольного чемпионата США и был признан самым ценным его игроком. В том же году Бизли был включён во вторую символическую сборную лучших игроков среди старшеклассников по версии USA Today.

### Колледж
В 2007 году Бизли поступил в Университет штата Канзас и стал ведущим игроком университетской команды «Уайлдкэтс» (Дикие коты), возглавляемой тренером Фрэнком Мартином. В сезоне 2007/2008 «Уайлдкэтс» впервые с 1996 года смогли пробиться на общенациональный чемпионат NCAA, в котором дошли до второго раунда. Бизли в своём дебютном сезоне занял третье место среди игроков первого дивизиона баскетбольного чемпионата Национальной ассоциации студенческого спорта по набранным за игру очкам (26,2) и первое место по подборам за игру (12,4). По итогам сезона Бизли был удостоен многих наград: был признан лучшим новичком чемпионата, был включён в символические сборные турнира по версиям Associated Press, The Sporting News, Национальной ассоциации баскетбольных тренеров и ассоциации американских баскетбольных журналистов; Associated Press и тренеры лиги признали его лучшим игроком конференции Big 12, также он был включён в первые сборные лучших игроков и новичков конференции.

### НБА
Проучившись всего один год в университете, Бизли решил перейти в профессионалы и выставил свою кандидатуру на драфт НБА. Перед драфтом баскетбольные специалисты прогнозировали, что Майкл будет выбран на драфте либо первым, либо вторым, после защитника из Университета Мемфиса Деррика Роуза. Бизли устраивали просмотры в «Чикаго Буллз» и «Майами Хит», которые имели право первого и второго выбора на драфте. 26 июня 2008 года на драфте «Буллз» предпочли взять Деррика Роуза, а Бизли под вторым номером был выбран командой «Майами Хит».
Первый сезон в НБА Бизли провёл неудачно, не сумев закрепиться в стартовой пятёрке «Майами Хит». В регулярном сезоне он провёл 81 игру, лишь в 19 из них выходя на площадку с первых минут, в среднем за игру набирал 13,9 очков и делал 5,4 подборов. Тем не менее, по итогам сезона он был включён в первую сборную новичков НБА.
В июле 2010 года клуб «Майами Хит» обменял Бизли в «Миннесоту» на право выбора во втором раунде драфта 2011 года. Этот переход позволил «Майами» освободить место в платёжной ведомости для подписания контрактов с тремя ведущими свободными агентами: Леброном Джеймсом, Дуэйном Уэйдом и Крисом Бошем.
В конце сентября 2014 года Бизли подписал контракт с «Мемфис Гриззлис». Майкл в межсезонье был на просмотрах у «Лейкерс» и «Сан-Антонио», однако он решил принять предложение Мемфиса, так как хочет побороться за место тяжёлого форварда.

## Личная жизнь
Ещё до начала сезона 2008/2009 Бизли вместе с двумя другими новичками НБА, его одноклубником Марио Чалмерсом и форвардом «Мемфис Гриззлис» Дарреллом Артуром, оказался замешан в скандале. 3 сентября 2008 года во время сборов новичков полиция после срабатывания пожарной тревоги в отеле осматривала комнату, где остановились Чалмерс и Артур, и зафиксировала сильный запах марихуаны, хотя вещественных доказательств хранения и употребления наркотиков не было обнаружено. Однако руководство НБА, имеющее жёсткие правила относительно употребления игроками наркотиков, приняло решение выгнать обоих игроков со сборов и оштрафовать их на 20 тысяч долларов. Позже, 18 сентября, Майкл Бизли был оштрафован лигой на 50 тысяч долларов, когда признался, что также находился в комнате с Чалмерсом и Артуром, но успел покинуть её до появления полиции.
В августе 2009 года Бизли обратился в реабилитационный наркологический центр в Хьюстоне, чтобы избавиться от депрессии. Пробыв в центре около месяца он вернулся в расположение «Майами Хит» незадолго до начала тренировочных сборов команды 28 сентября.
30 июня 2011 года Бизли был задержан полицией в пригороде Миннеаполиса за превышение скорости и хранение марихуаны. Офицер, остановивший машину баскетболиста, которая ехала со скоростью 84 мили в час при ограничении в 65 миль, почувствовал сильный запах марихуаны. При обыске в салоне было обнаружено 16,2 грамма наркотика. Бизли заявил, что пакет принадлежит не ему, а его другу, которого он уже ранее высадил из машины.

## Статистика

### Статистика в НБА
| Сезон                                                                                    | Команда   | Регулярный сезон | Регулярный сезон | Регулярный сезон | Регулярный сезон | Регулярный сезон | Регулярный сезон | Регулярный сезон | Регулярный сезон | Регулярный сезон | Регулярный сезон | Регулярный сезон | Серия плей-офф | Серия плей-офф | Серия плей-офф | Серия плей-офф | Серия плей-офф | Серия плей-офф | Серия плей-офф | Серия плей-офф | Серия плей-офф | Серия плей-офф | Серия плей-офф |
| Сезон                                                                                    | Команда   | GP               | GS               | MPG              | FG%              | 3P%              | FT%              | RPG              | APG              | SPG              | BPG              | PPG              | GP             | GS             | MPG            | FG%            | 3P%            | FT%            | RPG            | APG            | SPG            | BPG            | PPG            |
| ---------------------------------------------------------------------------------------- | --------- | ---------------- | ---------------- | ---------------- | ---------------- | ---------------- | ---------------- | ---------------- | ---------------- | ---------------- | ---------------- | ---------------- | -------------- | -------------- | -------------- | -------------- | -------------- | -------------- | -------------- | -------------- | -------------- | -------------- | -------------- |
| 2008/09                                                                                  | Майами    | 81               | 20               | 24,8             | 47,2             | 40,7             | 77,2             | 5,4              | 1,0              | 0,5              | 0,5              | 13,9             | 7              | 0              | 25,5           | 38,6           | 30,8           | 76,5           | 7,3            | 1,0            | 0,3            | 1,0            | 12,1           |
| 2009/10                                                                                  | Майами    | 78               | 78               | 29,8             | 45,0             | 27,5             | 80,0             | 6,4              | 1,3              | 1,0              | 0,6              | 14,8             | 5              | 5              | 27,0           | 44,9           | 50,0           | 77,8           | 5,8            | 0,6            | 0,8            | 0,0            | 10,4           |
| 2010/11                                                                                  | Миннесота | 73               | 73               | 32,3             | 45,0             | 36,6             | 75,3             | 5,6              | 2,2              | 0,7              | 0,7              | 19,2             | Не участвовал  | Не участвовал  | Не участвовал  | Не участвовал  | Не участвовал  | Не участвовал  | Не участвовал  | Не участвовал  | Не участвовал  | Не участвовал  | Не участвовал  |
| 2011/12                                                                                  | Миннесота | 47               | 7                | 23,1             | 44,5             | 37,6             | 64,2             | 4,4              | 1,0              | 0,4              | 0,4              | 11,5             | Не участвовал  | Не участвовал  | Не участвовал  | Не участвовал  | Не участвовал  | Не участвовал  | Не участвовал  | Не участвовал  | Не участвовал  | Не участвовал  | Не участвовал  |
| 2012/13                                                                                  | Финикс    | 75               | 20               | 20,7             | 40,5             | 31,3             | 74,6             | 3,8              | 1,5              | 0,4              | 0,5              | 10,1             | Не участвовал  | Не участвовал  | Не участвовал  | Не участвовал  | Не участвовал  | Не участвовал  | Не участвовал  | Не участвовал  | Не участвовал  | Не участвовал  | Не участвовал  |
| 2013/14                                                                                  | Майами    | 55               | 2                | 15,1             | 49,9             | 38,9             | 77,2             | 3,1              | 0,8              | 0,4              | 0,4              | 7,9              | 4              | 0              | 5,9            | 50,0           | -              | 33,3           | 1,0            | 0,5            | 0,0            | 0,0            | 2,8            |
| 2014/15                                                                                  | Майами    | 24               | 1                | 21,0             | 43,4             | 23,5             | 76,9             | 3,7              | 1,3              | 0,6              | 0,5              | 8,8              | Не участвовал  | Не участвовал  | Не участвовал  | Не участвовал  | Не участвовал  | Не участвовал  | Не участвовал  | Не участвовал  | Не участвовал  | Не участвовал  | Не участвовал  |
| 2015/16                                                                                  | Хьюстон   | 20               | 0                | 18,1             | 52,2             | 33,3             | 77,6             | 4,9              | 0,8              | 0,6              | 0,5              | 12,8             | 5              | 0              | 16,1           | 47,8           | 33,3           | 85,7           | 4,2            | 0,6            | 0,2            | 0,0            | 10,4           |
| 2016/17                                                                                  | Милуоки   | 56               | 6                | 16,7             | 53,2             | 41,9             | 74,3             | 3,4              | 0,9              | 0,5              | 0,5              | 9,4              | 4              | 0              | 12,0           | 35,0           | 60,0           | 0,0            | 2,3            | 0,3            | 0,3            | 0,3            | 4,3            |
| 2017/18                                                                                  | Нью-Йорк  | 74               | 30               | 22,3             | 50,7             | 39,5             | 78,0             | 5,6              | 1,7              | 0,5              | 0,6              | 13,2             | Не участвовал  | Не участвовал  | Не участвовал  | Не участвовал  | Не участвовал  | Не участвовал  | Не участвовал  | Не участвовал  | Не участвовал  | Не участвовал  | Не участвовал  |
| 2018/19                                                                                  | Лейкерс   | 26               | 2                | 10,7             | 49,0             | 17,6             | 71,8             | 2,3              | 1,0              | 0,3              | 0,4              | 7,0              | Не участвовал  | Не участвовал  | Не участвовал  | Не участвовал  | Не участвовал  | Не участвовал  | Не участвовал  | Не участвовал  | Не участвовал  | Не участвовал  | Не участвовал  |
|                                                                                          | Всего     | 609              | 239              | 22,8             | 46,5             | 34,9             | 75,9             | 4,7              | 1,3              | 0,6              | 0,5              | 12,4             | 25             | 5              | 18,6           | 42,3           | 38,5           | 67,5           | 4,6            | 0,6            | 0,3            | 0,3            | 8,7            |
| Наведите курсор мыши на аббревиатуры в заголовке таблицы, чтобы прочесть их расшифровку. |           |                  |                  |                  |                  |                  |                  |                  |                  |                  |                  |                  |                |                |                |                |                |                |                |                |                |                |                |

### Статистика в NCAA
| Сезон | Команда      | Conf   | Class | GP | GS | MPG  | FG%  | 3P%  | FT%  | RPG  | APG | SPG | BPG | PPG  |
| --- | ------------ | ------ | ----- | -- | -- | ---- | ---- | ---- | ---- | ---- | --- | --- | --- | ---- |
| 2007/08 | Канзас Стэйт | Big 12 | FR    | 33 | 33 | 31,5 | 53,2 | 37,9 | 77,4 | 12,4 | 1,2 | 1,3 | 1,6 | 26,2 |
| Всего | Всего        | Всего  | Всего | 33 | 33 | 31,5 | 53,2 | 37,9 | 77,4 | 12,4 | 1,2 | 1,3 | 1,6 | 26,2 |
| Наведите курсор мыши на аббревиатуры в заголовке таблицы, чтобы прочесть их расшифровку Статистика приведена с сайта sports-reference.com |              |        |       |    |    |      |      |      |      |      |     |     |     |      |

### Статистика в других лигах
| Сезон | Команда                 | Лига                  | GP | GS | MPG  | FG%  | 3P%  | FT%  | RPG  | APG | SPG | BPG | PFL | TOV | PPG  |
| --- | ----------------------- | --------------------- | -- | -- | ---- | ---- | ---- | ---- | ---- | --- | --- | --- | --- | --- | ---- |
| 2014/15 | Шанхай Шаркс            | КБА                   | 37 | 30 | 38,1 | 51,3 | 35,4 | 75,6 | 10,4 | 5,2 | 1,9 | 0,8 | 3,0 | 4,8 | 28,6 |
| 2015/16 | Шаньдун                 | КБА                   | 40 | 24 | 36,5 | 54,1 | 37,1 | 77,9 | 13,2 | 3,8 | 2,0 | 1,3 | 2,6 | 3,8 | 31,9 |
| 2018/19 | Гуандун Саузерн Тайгерс | КБА                   | 5  | 5  | 33,0 | 50,0 | 33,3 | 64,5 | 9,8  | 4,4 | 1,2 | 2,2 | 2,8 | 4,4 | 22,4 |
| 2020/21 | Кангрехерос де Сантурсе | Чемпионат Пуэрто-Рико | 8  | 8  | 31,0 | 45,7 | 33,3 | 71,0 | 7,4  | 2,6 | 0,6 | 1,4 | 4,1 | 2,9 | 18,1 |
| 2022/23 | Шанхай Шаркс            | КБА                   | 4  | 1  | 16,0 | 36,7 | 0,0  | 90,9 | 5,3  | 1,5 | 0,5 | 1,3 | 1,8 | 2,5 | 11,5 |
| Всего | Всего                   | Всего                 | 94 | 68 | 35,6 | 51,9 | 35,0 | 76,0 | 11,1 | 4,2 | 1,7 | 1,1 | 2,9 | 4,1 | 28,1 |
| В КБА | В КБА                   | В КБА                 | 86 | 60 | 36,1 | 52,3 | 35,1 | 76,3 | 11,4 | 4,3 | 1,8 | 1,1 | 2,8 | 4,2 | 29,0 |
| Наведите курсор мыши на аббревиатуры в заголовке таблицы, чтобы прочесть их расшифровку Статистика приведена с сайта basketball.realgm.com |                         |                       |    |    |      |      |      |      |      |     |     |     |     |     |      |